# Adam sucht Eva – Gestrandet im Paradies

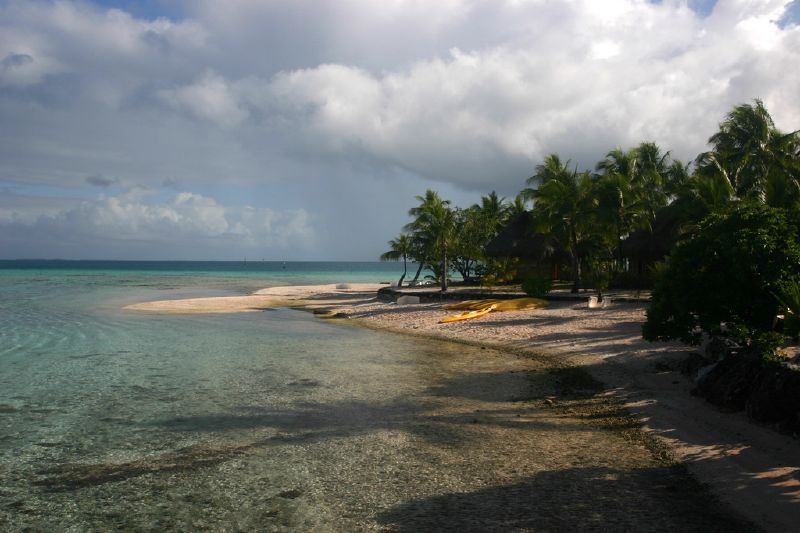
Strand von Tikehau, ein Schauplatz der Staffeln 1–4

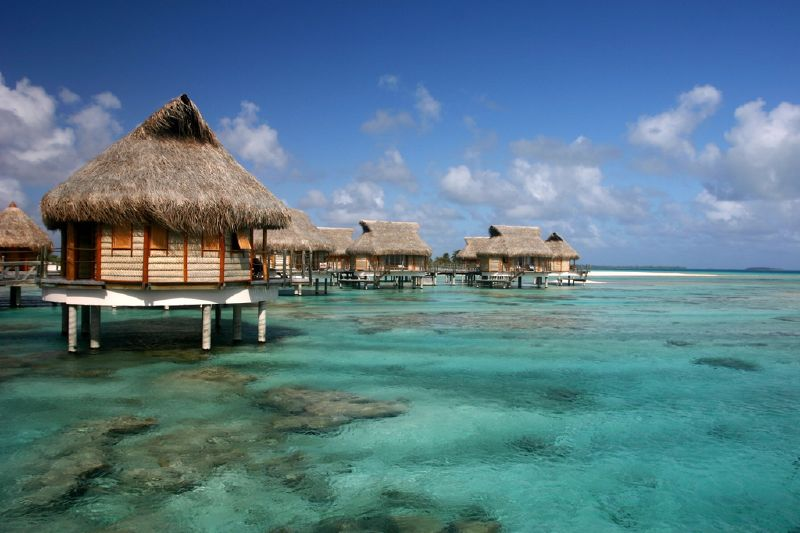
Ein Häuschen des Pearl Beach Resort auf Tikehau konnte das Adam und Eva-Paar gemeinsam beziehen

Adam sucht Eva ist eine Datingshow des deutschen Privatsenders RTL Zwei nach dem vom Produktionsunternehmen Eyeworks entwickelten Format Adam Looking For Eve. Die Staffeln 1–5 wurden von 2014 bis 2018 bei RTL ausgestrahlt. Staffel 1 und 2 trugen den Titelzusatz Gestrandet im Paradies, Staffel 3 und 4 Promis im Paradies. Im Juli 2019 verkündete RTL die Absetzung. Im Oktober 2019 bestätigte der Sender RTL Zwei einen Castingauftrag. Dort lief 2021 Staffel 6.

## Staffel 1

### Konzept
Zu Beginn jeder Folge paddelt eine Single-Frau auf einem Floß auf ein tropisches Eiland zu und stellt sich vor. In Ufernähe zieht sie sich aus und springt mit einer wasserfesten Tasche, dem „Love Bag“, ins Wasser. Ebenso agiert ein Single-Mann. Am Strand begegnen sie einander und bleiben während ihres Aufenthalts auf der Insel nackt. Nach einer Nacht im Schlaflager trifft unerwartet ein zweiter Adam oder eine zweite Eva ein. Treffen sowohl ein zweiter Adam wie eine zweite Eva ein, wird durch den Gewinner eines von der Moderatorin nach der nächsten Nacht veranstalteten Spiels ein Kandidat bestimmt, der die Insel verlassen muss. In jedem „Love Bag“ befinden sich persönliche Utensilien, die zum Beeindrucken des Gegenübers genutzt werden können. Die beiden Adams bzw. Evas erhalten von Eva bzw. Adam eine Aufgabe gestellt, die der Single in einem Buch auf der Insel findet. Wer die Aufgabe nach Meinung des Singles am besten gelöst hat, erhält ein Einzeldate. Waren vier Kandidaten auf der Insel, entfällt die Aufgabe und mit beiden Adams oder Evas findet ein Einzeldate statt. Nach einer weiteren gemeinsamen Nacht im Schlaflager kommt die bekleidete Moderatorin hinzu und lässt Eva aus den beiden Adams ihren Favoriten wählen bzw. entsprechend Adam aus den beiden Evas. Danach treffen die beiden Singles in der Nähe einer Touristenanlage zum ersten Mal bekleidet aufeinander. Nun darf umgekehrt der gewählte Single entscheiden, ob er für einen weiteren gemeinsamen Tag und Nacht den Schlüssel für ein gemeinsames Hotelzimmer wählt oder sich jetzt verabschiedet.

### Ablauf
Koordinaten: 15° 6′ 21″ S, 148° 11′ 56″ W
Bereits während die Erstausstrahlung des Konzepts im niederländischen Fernsehen lief, suchte RTL über eine Castingfirma „aufgeschlossene Singles im Alter von ca. 20–40 Jahren“. Dazu sollten die Bewerber in letzter Zeit an keinem anderen Dating-Format teilgenommen haben. Gedreht wurde auf dem zu Französisch-Polynesien gehörenden Atoll Tikehau auf dem Gelände des Tikehau Pearl Beach Resort im Süden des Atolls. Die für den 18. September vorgesehene Ausstrahlung der 4. Episode entfiel wegen einer Programmumstellung aufgrund der vorzeitigen Absetzung der Sendung Rising Star und fand zwei Monate später statt. Die beiden letzten Episoden wurden eine Woche später als Doppelfolge gezeigt. In der letzten Folge mit vier Kandidaten stiegen ein Adam und eine Eva vorzeitig aus. Zum Schluss gab die Moderatorin Nela Lee eine Internetadresse bekannt, unter der sich Interessenten für eine neue Staffel bewerben können.

### Einschaltquoten
| Folge | Erstausstrahlung (2014) | Zuschauer (Gesamt) | Marktanteil | Zuschauer (14–49) | Marktanteil |
| ----- | ----------------------- | ------------------ | ----------- | ----------------- | ----------- |
| 1     | Do, 28. August          | 1,95 Mio.          | 9,9 %       | 1,24 Mio.         | 15,5 %      |
| 2     | Do, 4. September        | 1,79 Mio.          | 9,8 %       | 1,12 Mio.         | 15,1 %      |
| 3     | Do, 11. September       | 1,65 Mio.          | 8,9 %       | 0,91 Mio.         | 12,2 %      |
| 4     | Sa, 15. November        | –                  | –           | –                 | –           |
| 5     | Do, 25. September       | 1,60 Mio.          | 7,5 %       | 1,00 Mio.         | 12,1 %      |
| 6     | Do, 25. September       | 1,35 Mio.          | 9,7 %       | 0,75 Mio.         | 13,2 %      |

- Ausstrahlung von Folge 4 um 00:30 Uhr, der anderen Folgen gegen 22:30 Uhr

## Staffel 2

### Konzept
Das Konzept erfuhr in der zweiten Staffel wesentliche Änderungen. Zwei Inseln, „Insel der Versuchung“ und „Insel der Liebe“ genannt, bildeten nun die Kennenlernkulisse. Während in der ersten Staffel jeder Kandidat nur in einer Folge erschien, blieb er nun solange auf der „Insel der Versuchung“, bis er von einem Adam oder einer Eva für ein paarweises Miteinander auf die „Insel der Liebe“ gewählt wurde oder dazu selbst ein Gegenüber wählen durfte. Nach einem Tag auf letzterer erfolgte das angezogene Kennenlernen in einer Hotelanlage, und beide konnten über weitere gemeinsame Zeit entscheiden. Die Moderation entfiel, wie in anderen Datingformaten erzählten die Protagonisten, die durch das Verbleiben in höherer Anzahl pro Folge erschienen (bis zu sechs gegenüber bis zu vier in der ersten Staffel), selbst über das Erlebte.

### Ablauf
Drehbeginn war Mai 2015 erneut auf Tikehau. Unter den Evas befand sich die als ehemalige Freundin Richard Lugners bekannte Bahati „Kolibri“ Venus. Ein freiwilliger Ausstieg einer Kandidatin erfolgte in der dritten Episode, in der vierten sahen es die Regularien vor, dass zwei der sechs Protagonisten von Bahati Venus zum Verlassen der Insel ausgewählt wurden.

### Resonanz
Durch den früheren Sendezeitpunkt lagen die absoluten Zuschauerzahlen höher als in der ersten Staffel. Mediales Interesse in seinen Heimatländern fand der Kandidat Achi Satorovic. Edona James fand bei der 4. Staffel von Promi Big Brother ein erneutes Engagement.

### Einschaltquoten
| Folge | Erstausstrahlung (2015) | Zuschauer (Gesamt) | Marktanteil | Zuschauer (14–49) | Marktanteil |
| ----- | ----------------------- | ------------------ | ----------- | ----------------- | ----------- |
| 1     | Mi, 15. Juli            | 2,38 Mio.          | 9,1 %       | 1,25 Mio.         | 13,1 %      |
| 2     | Mi, 22. Juli            | 2,46 Mio.          | 9,7 %       | 1,31 Mio.         | 14,5 %      |
| 3     | Mi, 29. Juli            | 2,51 Mio.          | 9,0 %       | 1,27 Mio.         | 12,8 %      |
| 4     | Mi, 5. August           | 2,36 Mio.          | 8,9 %       | 1,42 Mio.         | 15,3 %      |
| 5     | Mi, 12. August          | 2,34 Mio.          | 9,3 %       | 1,21 Mio.         | 13,5 %      |
| 6     | Mi, 19. August          | 2,58 Mio.          | 9,5 %       | 1,33 Mio.         | 13,8 %      |
| 7     | Mi, 26. August          | 2,34 Mio.          | 8,3 %       | 1,22 Mio.         | 12,3 %      |

- Ausstrahlungen um 21:15 Uhr, Wiederholungen Samstag nachts.

## Staffel 3

### Konzept
Die dritte Staffel unter dem geänderten Titel Adam sucht Eva – Promis im Paradies startete am 1. Oktober 2016 mit einer doppelt langen Folge. Im Unterschied zum Wochenturnus der ersten beiden Staffeln erfolgte die Ausstrahlung der weiteren Episoden an den sechs darauffolgenden Tagen. Into You von Ariana Grande wurde als neuer Titelsong und als Übergang zu den Werbepausen verwendet. Während die nichtprominenten Teilnehmer nach wie vor auf einem Floß zur Insel paddelten, wurden die prominenten mit einem Motorboot zur Insel gefahren.

### Ablauf
Die Dreharbeiten fanden im Mai und Juni 2016 erneut auf dem Atoll Tikehau statt. Die sieben Prominente unter den 18 Kandidaten waren Leonore Bartsch, Janni Hönscheid, Sarah Joelle Jahnel, Daniel Köllerer, Peer Kusmagk, Ronald Schill und Janina Youssefian. Von den übrigen Kandidaten hatten der Türsteher und Stripper Jesse Fischer mit vier Casting-Auftritten bei Das Supertalent und die Erzieherin Chantel von Byrd mit kleineren Filmrollen Erfahrung vor der Kamera. Der Aufenthalt auf der „Insel der Liebe“ führte nurmehr nach dem Aufenthalt dreier Paare in Folge 1, 2 und 6 zum Kennenlernen in Kleidern. Ein Trio und ein Paar, das in den Folgen 5 und 7 auf der „Insel der Liebe“ weilte, kehrten anschließend auf die „Insel der Versuchung“ zurück. In Folge 1 verzichtete Jahnel als Gewinnerin eines Spiels der drei Evas zugunsten einer anderen Kandidatin darauf, mit einem Adam ihrer Wahl einen Tag auf der „Insel der Liebe“ zu verbringen. In Folge 2 lehnte sie in einem weiteren Spiel aufgrund der neuen Adams den Gewinn nicht mehr ab, die unterlegene Eva musste ausscheiden. In Episode 4 stieg Fischer nach einem Disput freiwillig aus; eine Eva verabschiedete sich vorzeitig in Folge 6. In dieser Folge musste Bartsch als Konsequenz die Insel verlassen, weil sie darauf verzichtete, mit einem Adam ihrer Wahl zur „Insel der Liebe“ zu fahren. Dort war sie in der Folge zuvor mit von Byrd und einem Adam, dem die Regie das Doppeldate zugewiesen hatte. In Folge 7 befanden sich zuletzt jeweils vier Adams und Evas auf der Insel, letztere hatten ihren favorisierten Adam zu küren. Peer Kusmagk gewann die Wahl mit zwei Stimmen. Noch auf der „Insel der Versuchung“ hatte er eine Eva abzuwählen, die restlichen Drei traf er zum Date in Kleidung. Nach zwei weiteren Abwahlen kürte er Janni Hönscheid zu seiner favorisierten Eva.

### Resultat
Seit den Dreharbeiten sind Kusmagk und die damals 25-jährige Hönscheid ein Paar. Kurz zuvor hatte sich Kusmagk von seiner ebenfalls 25-jährigen Freundin Anna getrennt, weil der Altersunterschied zu groß gewesen sei.

### Gagen
Eine große Spannweite wiesen die in Raten gezahlten Gagen der Teilnehmer auf.
| Teilnehmer          | Euro   |
| ------------------- | ------ |
| Ronald Schill       | k. A.  |
| Daniel Köllerer     | k. A.  |
| Janni Hönscheid     | k. A.  |
| Leonore Bartsch     | 80.000 |
| Sarah Joelle Jahnel | 65.000 |
| Janina Youssefian   | 60.000 |
| Peer Kusmagk        | 50.000 |
| Nichtprominente     | 02.500 |

### Einschaltquoten
| Folge | Erstausstrahlung (2016) | Zuschauer (Gesamt) | Marktanteil | Zuschauer (14–49) | Marktanteil |
| ----- | ----------------------- | ------------------ | ----------- | ----------------- | ----------- |
| 1     | Sa, 1. Oktober          | 2,71 Mio.          | 14,2 %      | 1,5 Mio.          | 21,2 %      |
| 2     | So, 2. Oktober          | 2,39 Mio.          | 9,5 %       | 1,52 Mio.         | 16,2 %      |
| 3     | Mo, 3. Oktober          | 2,89 Mio.          | 13,5 %      | 1,26 Mio.         | 14,7 %      |
| 4     | Di, 4. Oktober          | 2,47 Mio.          | 11,6 %      | 1,18 Mio.         | 14,0 %      |
| 5     | Mi, 5. Oktober          | 2,63 Mio.          | 12,3 %      | 1,30 Mio.         | 16,2 %      |
| 6     | Do, 6. Oktober          | 2,76 Mio.          | 13,3 %      | 1,42 Mio.         | 18,3 %      |
| 7     | Fr, 7. Oktober          | 2,62 Mio.          | 13,4 %      | 1,30 Mio.         | 17,2 %      |

## Staffel 4

### Konzept
Die vierte Staffel wurde wieder als Promi-Version auf Tikehau gedreht und täglich vom 11. bis 18. November 2017 ausgestrahlt. Titelsong blieb Into You von Ariana Grande. Die Prominenten wurden nunmehr auf einem größeren Segelkatamaran vor die Insel gebracht. Neu auf der „Insel der Versuchung“ war ein Holzturm als alternativer Übernachtungsort. Erstmals war mit Patricia Blanco ein Teilnehmer in allen Folgen einer Staffel auf der Insel. Erstmals wurde auch ein Genital mit einem Zensurbalken überdeckt, und zwar das von Bastian Yotta aufgrund von Erektionen in einigen Szenen von Folge 8.

### Ablauf
Die neun als prominent Angekündigten unter den 21 Teilnehmern waren die Reality-TV-Darsteller Patricia Blanco, Natalia Osada, Djamila Rowe und Bastian Yotta, die Musiker und Darsteller Martin Kesici und Timur Ülker, der Musiker Leo Rojas, die ehemalige DSDS-Kandidatin Melody Haase und der Kitesurfer Marius Hoppe. Zu Beginn von Folge 1, in der drei prominente und drei nichtprominente Kandidaten auf die „Insel der Versuchung“ kamen, wurden erstmals Ausschnitte der gesamten Staffel gezeigt. Ein Adam verließ in Folge 2 freiwillig die Insel. Die „Insel der Liebe“ wurde in den Folgen 2, 4, 5, 7 und 8 aufgesucht. In Folge 4 begegnete sich das Paar auf der „Insel der Liebe“ erstmals als Blind Date, nachdem Blanco einen von drei unbekannten Adams anhand von Stimme, Antworten und Unterarmen auszuwählen hatte. Danach kehrten beide auf die „Insel der Versuchung“ zurück, wie auch das Paar in Folge 8. Die anderen Paare entschieden sich gegen ein weiteres Kennenlernen. Die Eva, die Kesici für die „Insel der Liebe“ in Folge 5 aussuchte, musste mit ihm gleichzeitig einen Adam von der Insel schicken. Alle Inselbewohner mussten in Folge 6 einzeln für einen Adam und eine Eva stimmen, die die Insel zu verlassen hatten. Rowe verließ zu Beginn von Folge 8 freiwillig die Sendung. Später hatten die fünf Adams und fünf Evas auf der „Insel der Versuchung“ jeweils einen aus dem anderen Geschlecht zu bestimmen, der die Insel zu verlassen hatte, mit Ausnahme des zuletzt Angekommenen in jeder der beiden Gruppen. Danach stieg auch Blanco freiwillig aus. Unter den restlichen sieben Bewohnern wurde das frische Liebespaar Bastian Yotta und Natalia Osada als Adam und Eva 2017 für das Finale bestimmt, wo es sich für ein weiteres Zusammenleben entschied.

### Einschaltquoten
In Folge 1 wurde der bisherige Zuschauerrekord aus der Auftaktfolge der vergangenen Staffel überboten.
| Folge | Erstausstrahlung (2017) | Zuschauer (Gesamt) | Marktanteil | Zuschauer (14–49) | Marktanteil |
| ----- | ----------------------- | ------------------ | ----------- | ----------------- | ----------- |
| 1     | Sa, 11. November        | 3,63 Mio.          | 16,1 %      | 1,87 Mio.         | 23,5 %      |
| 2     | So, 12. November        | 2,22 Mio.          | 12,2 %      | 1,18 Mio.         | 17,6 %      |
| 3     | Mo, 13. November        | 3,37 Mio.          | 14,8 %      | 1,43 Mio.         | 18,8 %      |
| 4     | Di, 14. November        | 1,93 Mio.          | 12,0 %      | 0,87 Mio.         | 16,3 %      |
| 5     | Mi, 15. November        | 2,46 Mio.          | 11,5 %      | 1,12 Mio.         | 14,9 %      |
| 6     | Do, 16. November        | 1,93 Mio.          | 8,3 %       | 0,97 Mio.         | 12,1 %      |
| 7     | Fr, 17. November        | 2,45 Mio.          | 11,5 %      | 1,37 Mio.         | 18,0 %      |
| 8     | Sa, 18. November        | 2,94 Mio.          | 12,2 %      | 1,47 Mio.         | 17,1 %      |

### Sonstiges
- Die Folgen 1, 7 und 8 hatten Doppellänge. Im Unterschied zu den vergangenen Staffeln gab es keine Wiederholung von Folgen.
- Bei dem des Öfteren im Bild gezeigten, weißen Vogelpärchen handelte es sich um Feenseeschwalben.

## Staffel 5

### Konzept
Der Titel der fünften Staffel wurde auf Adam sucht Eva verkürzt. Gedreht wurde nicht mehr in der Südsee, sondern im Juli und August 2018 auf einer Yacht in der Ägäis sowie für den letzten Teil des Finales in einem Camp auf der Mittelmeerinsel Rhodos. An die Staffel schloss sich am 22. Dezember 2018 ein Best-of der Staffeln 1 bis 4 an.

### Ablauf
Zu den prominenten von dreizehn Teilnehmern zählten das Model Gina-Lisa Lohfink, die DSDS-Endrundenteilnehmerin Emilija Mihailova sowie der erste Love Island–Gewinner Jan Sokolowsky. Lohfink und das Normalo-Fitnessmodel Antonino Carbonaro wurden Adam und Eva 2018 und blieben bis 2019 liiert.

### Einschaltquoten
| Folge | Erstausstrahlung (2018) | Zuschauer (Gesamt) | Marktanteil | Zuschauer (14–49) | Marktanteil |
| ----- | ----------------------- | ------------------ | ----------- | ----------------- | ----------- |
| 1     | Sa, 3. November         | 2,46 Mio.          | 12,9 %      | 1,29 Mio.         | 19,3 %      |
| 2     | Sa, 10. November        | 1,76 Mio.          | 10,1 %      | 1,05 Mio.         | 18,2 %      |
| 3     | Sa, 17. November        | 1,68 Mio.          | 11,0 %      | 0,85 Mio.         | 15,5 %      |
| 4     | Sa, 24. November        | 1,68 Mio.          | 10,4 %      | 0,89 Mio.         | 14,2 %      |
| 5     | Sa, 1. Dezember         | 1,52 Mio.          | 09,2 %      | 0,77 Mio.         | 13,3 %      |

Die erste Folge in doppelter Länge wurde um 22:30 Uhr ausgestrahlt, die weiteren Folgen zu einer um eine Stunde späteren Uhrzeit. Wiederholungen folgten in der gleichen Nacht.

## Staffel 6

### Konzept
Nach einer dreijährigen Pause wurde die Produktion des Formats fortgesetzt, diesmal im Auftrag von RTL Zwei. Als Titel wurde weiterhin die verkürzte Form Adam sucht Eva verwendet. Als Drehort fungierte wie zuletzt Griechenland, als neuer Titelsong wurde Shape Of You von Ed Sheeran verwendet. Die 6 Folgen wurden vom 15. November bis zum 20. Dezember 2021 wöchentlich ausgestrahlt.

### Ablauf
Zu den sechzehn Teilnehmern zählen neben acht Normalos als Prominente Mister Germany Sasha Sasse und Model Collins Egege, die Germany’s-Next-Topmodel-Teilnehmerinnen Giuliana Farfalla und Gisele Oppermann, die Reality-Show-Teilnehmer Denny Heidrich (Big Brother) und Pius „Jay“ Kloos (Temptation Island VIP), die Seifenoper-Darsteller Anna Juliana Jaenner (GZSZ) und Falko Ochsenknecht (Berlin – Tag & Nacht).
In Folge 1 gelangten je 4 Adams und Evas nach paarweisen Aufeinandertreffen am Strand in das „Garten Eden“ genannte Areal. Die Abwahl eines Adams am Ende der Episode, der das „geringste Interesse an den Evas zeigte“ und von diesen einen Korb überreicht bekam, erwies sich nach einer Botschaft am  „Baum der Erkenntnis“ als nicht endgültig und Sasse konnte auf der Insel bleiben. In Folge 2 traf die Abwahl von 2 von 6 Adams durch ebenso viele Evas Ochsenknecht und einen Normalo.

### Einschaltquoten
| Folge | Erstausstrahlung (2021) | Zuschauer (Gesamt) | Marktanteil | Zuschauer (14–49) | Marktanteil |
| ----- | ----------------------- | ------------------ | ----------- | ----------------- | ----------- |
| 1     | Mo, 15. November        | 0,90 Mio.          | 3,1 %       | 0,41 Mio.         | 5,9 %       |
| 2     | Mo, 22. November        | 1,07 Mio.          | 3,6 %       | 0,58 Mio.         | 7,8 %       |
| 3     | Mo, 29. November        | 0,86 Mio.          | 2,8 %       | 0,47 Mio.         | 6,4 %       |
| 4     | Mo, 6. Dezember         | 0,90 Mio.          | 3,0 %       | 0,44 Mio.         | 6,1 %       |
| 5     | Mo, 13. Dezember        | 0,82 Mio.          | 2,8 %       | 0,44 Mio.         | 6,0 %       |
| 6     | Mo, 20. Dezember        | 0,73 Mio.          | 2,4 %       | 0,39 Mio.         | 5,2 %       |

## Rezeption

### Erste Staffel
„Wir sehen hier natürlich ein nach allen Regeln der Kuppelshow-Kunst inszeniertes FKK-Märchen, aufgeführt von Amateuren, die RTL in ein Rollenkonzept zwingt, aus dem sie nicht wirklich heraus können. Eine Frau, zwei Männer, also nicht Adam und Eva, sondern Eva und Adam I. und Adam II. Und dann heißt es: Ring frei. Obszön ist hier vor allem die Zurschaustellung von Gefühlen, von denen niemand weiß, ob sie echt sind, die allerdings wie üblich als groß und wahr ausgegeben werden.“

„Bei den Nacktbildern bleibt RTL tatsächlich seiner Ankündigung treu, die Kamera konservativ einzusetzen. Für die zwei Adams und die eine Eva mag es vor Ort erotische Momente aufgrund der Textilfreiheit geben, für den Zuschauer ist das eher nicht der Fall. […] Ist Nacktheit also doch eine Riesenchance für Singles, sich anders kennenzulernen? Das zumindest propagiert RTL. Womöglich schon, zumindest was das Kennenlernen angeht. Aber eine Riesenchance? Ist es wohl eher für RTL: die sündige Quote.“

„«Adam sucht Eva – gestrandet im Paradies» ist nicht der befürchtete Aufreger, Die Kuppel-Doku erinnert vielmehr an die harmlose Nackt-Robinsonade «Die blaue Lagune» mit Brooke Shields. […] die dazwischen quasselnde Moderatorin Nela Lee – sie ist am Bodensee aufgewachsen – ist eine Romantik-Killerin. Es braucht sie nicht, vor allem nicht angezogen. Aber: Die erste Ausgabe des Tutti-Blutti-Bettmümpfeli ist für RTL ein Erfolg. Fast 2 Millionen schauten spät abends zu. Ein guter Wert für diese Zeit.“

### Vierte Staffel
„Yippie: ‚Adam sucht Eva‘ ist wieder da! Feinster Edeltrash für den vom Novemberblues geplagten FKK-Fan, chilliger Banalverkehr, heiß wie ein zu lange in der Sonne gegrilltes Yotta-Hirn. Wo sind die Designer-Mumus? Zeigt uns alles, ihr Nackedeis! […] Während es draußen stürmt und schneit, Politiker in Talkshows Probleme kleinreden, die Welt von Idioten regiert und von Gierschlunden kaputtgewirtschaftet wird, lehnt sich der geplagte Zuschauer zurück und nimmt sich eine Woche Auszeit. Jeden Tag sonnengeküsste Penisse, süße Brötchen und ehrliche Einblicke auf der ‚Insel der Liebe‘ – endlich abschalten vom schalen Alltag.“

## Internationale Ausstrahlungen

### Dänemark
Vom 8. Februar bis 8. März 2015 strahlte der dänische Sender TV3 fünf Folgen unter dem Titel Adam & Eva aus.

### Finnland
Nelonen sendete vom 6. April bis 25. Mai 2015 acht Folgen von Aatami etsii Eevaa. Drehort war die griechische Insel Gyali.

### Frankreich
Sechs Folgen Adam recherche Ève zeigte D8 vom 3. März bis 7. April 2015 mit verpixelten Genitalien. Gedreht wurde wie bei der deutschen Ausgabe auf Tikehau.

### Niederlande
Vom 4. März bis 22. April 2014 strahlte der niederländische Sender RTL 5 acht Folgen des Formats aus. Gedreht wurde Adam Zkt. Eva auf dem zu den panamaischen Perleninseln gehörenden Eiland Mogo Mogo. Die acht Folgen der 2. Staffel, gedreht auf einer unbewohnten Insel der Philippinen, wurden vom 7. April bis 26. Mai 2015 gesendet.

### Norwegen
Ab dem 17. September 2015 wurden von TVNorge sechs Episoden von Adam Søker Eva ausgestrahlt. Gedreht wurde bei El Nido auf der philippinischen Insel Palawan.

### Österreich
Am 16. und 23. August 2014 sendete der österreichische Sender Puls 4 unter dem Titel Adam sucht Eva: Nacktdating im Paradies niederländische Originalfolgen, die mittels Voice-over ins Deutsche übertragen wurden.

### Polen
Die acht Folgen der ersten niederländischen Staffel wurden als Adam szuka Ewy mit Voice-over vom 3. Februar bis 24. März 2015 auf TLC gezeigt.

### Portugal
In Portugal sendete der Kabelsender SIC Radical 2016 neben der niederländischen Ausgabe auch die beiden ersten Staffeln von Adam sucht Eva – Gestrandet im Paradies im deutschen Originalton mit portugiesischen Untertiteln.

### Spanien
Die erste, auf der kroatischen Insel Mljet gedrehte Staffel Adán y Eva mit zehn Folgen sendete Cuatro vom 21. Oktober bis 23. Dezember 2014, die zwölf Episoden der zweiten Staffel mit dem Schauplatz Philippinen vom 16. September bis 9. Dezember 2015.

### Ungarn
Die erste Staffel Ádám keresi Évát wurde in acht Folgen vom 25. April bis 13. Juni 2016 auf Viasat 3 ausgestrahlt.

### USA
Die elf Folgen der ersten Staffel von Dating Naked wurden von VH1 vom 17. Juli bis 25. September 2014 ausgestrahlt. Gedreht wurde auf dem panamaischen Bocas del Toro-Archipel. Genitalien und weibliche Brüste wurden verpixelt gezeigt.
Im deutschen Fernsehen fanden die Erstausstrahlungen der Episoden vom 14. Februar bis zum 19. Mai 2015 mit Voice-over auf TLC statt.
Die zweite Staffel, gedreht auf den Philippinen, wurde vom 22. Juli bis 16. September 2015 ausgestrahlt, die dritte, gedreht auf Bora Bora, vom 29. Juni bis 14. September 2016. Danach erfolgte eine vorläufige Einstellung.